# Kinh Pháp cú
Kinh Pháp Cú (Pāli: Dhammapada; Sanskrit: Dharmapada), còn gọi là Kinh Lời Vàng hay Lời Phật Dạy, là một trong 15 quyển kinh thuộc Tiểu bộ kinh trong Kinh Tạng Pali. Đây là một quyển kinh Phật giáo rất phổ thông và đã được dịch ra nhiều thứ tiếng trên thế giới. Nhiều tác giả coi bộ kinh này như là Thánh Thư của đạo Phật.
Kinh Pháp Cú là một tập hợp những câu dạy ngắn gọn nhưng đầy ý nghĩa của đức Phật Thích Ca trong ba trăm trường hợp giáo hóa khác nhau trong suốt 45 năm thuyết pháp của Ngài. Kinh Pháp Cú tóm thâu tinh hoa giáo lý của đức Phật tập hợp lại từ nhiều quyển kinh khác. Những câu danh ngôn của đức Phật được ghi tại các chùa hay các sách báo về danh ngôn phần lớn được trích ra từ Kinh Pháp Cú. Tại Việt Nam bản dịch thể kệ của hòa thượng Thích Minh Châu được sử dụng rất phổ biến.

## Bố cục
Quyển kinh gồm 423 bài kệ, chia ra làm 26 phẩm và tụng đọc trong Đại Hội Kết Tập Kinh Điển lần đầu tiên sau khi đức Phật nhập diệt.
| I. Phẩm Song Yếu II. Phẩm Không Phóng Dật III. Phẩm Tâm IV. Phẩm Hoa V. Phẩm Kẻ Ngu VI. Phẩm Hiền Trí VII. Phẩm A-La-Hán VIII. Phẩm Ngàn IX. Phẩm Ác X. Phẩm Hình Phạt XI. Phẩm Già XII. Phẩm Tự Ngã XIII. Phẩm Thế Gian | XIV. Phẩm Phật Đà XV. Phẩm An Lạc XVI. Phẩm Hỷ Ái XVII. Phẩm Phẫn Nộ XVIII. Phẩm Cấu Uế XIX. Phẩm Pháp Trụ XX. Phẩm Đạo XXI. Phẩm Tạp Lục XXII. Phẩm Địa Ngục XXIII Phẩm Voi XXIV. Phẩm Tham Ái XXV. Phẩm Tỷ Kheo XXVI. Phẩm Bà-La-Môn |